# イルーシヴパンサー
イルーシヴパンサー（欧字名:Elusive Panther、2018年2月15日 - ）は、日本の競走馬。主な勝ち鞍は2022年の東京新聞杯、2023年の京都金杯。
馬名の意味は、母名の一部＋豹。

## 経歴

### デビュー前
2019年のセレクトセール1歳に上場され、4000万円（税別）で草間庸文に落札される。

### 2歳（2020年）
2020年8月15日、新潟競馬場の2歳新馬戦（芝1600m）でデビュー。1番人気に応え、中団から各馬を差し切って初戦を勝利で飾る。2戦目、アスター賞はドゥラモンドに半馬身差の2着に敗れた。

### 3歳（2021年）
5か月ぶりの実戦となった3歳初戦、フリージア賞は好位につけたが、レインフロムヘヴンに逃げ切られ2着。初重賞挑戦となったスプリングステークスは中団から前に迫り4着に入った。その後は皐月賞に進んだが10着に敗れ、初めて掲示板を外した。次走、3歳以上1勝クラスから田辺裕信が騎乗し、上り最速の脚で差し切って1馬身1/4差をつけて2勝目を挙げる。夏は休養に充て、5か月ぶりとなった鷹巣山特別でも上り最速を叩き出し、リフレイムを半馬身交わして、東京競馬場のマイルで連勝を飾った。さらに、ノベンバーステークスも1.9倍の断然人気に応え、逃げるシンボを3/4馬身交わして、3連勝でオープン昇級を果たした。

### 4歳（2022年）
2月6日の東京新聞杯より始動。道中後方2番手でレースを進め、直線で大外から一気に先行各馬を差し切り、4連勝での重賞初制覇を飾った。6月5日の安田記念は重賞では初めてとなる1番人気に支持された。レースはスローペースで進み、後方2番手から上がり最速タイの末脚を繰り出すも、前方集団には届かず8着に敗れた。8月14日の関屋記念は当初岩田望来が騎乗予定だったが、負傷のため急遽木幡巧也に乗り替わりとなった。好スタートを決めて道中は中団後方の位置に控え、外に持ち出されて最後の直線に入ったが、全く伸びず馬群に沈み11着に大敗した。秋は休養に充てた。

### 5歳（2023年）
1月5日の京都金杯より始動。道中は中団インで脚をため、トップハンデタイの斤量58キロをものともせず、直線内を突き抜け重賞2勝目を挙げた。次走は中山記念に出走、道中好位から直線は内を突いたが、スペースが開かず8着に終わった。その後、安田記念は10着となり、秋は富士ステークスは4着、マイルチャンピオンシップは6着に終わり、この年は勝ち星を挙げることができなかった。

### 6歳（2024年）
2月25日の中山記念で16着で殿負けとなる大敗を喫し、このレースが現役最終戦となった。3月2日付でJRAの競走馬登録を抹消された。引退後は茨城県東茨城郡茨城町の中島トニアシュタールで乗馬として供用される。

## 競走戦績
以下の内容は、JBISサーチおよびnetkeiba.comに基づく。
| 競走日     | 競馬場 | 競走名         | 格   | 距離（馬場）  | 頭 数 | 枠 番 | 馬 番 | オッズ （人気） | 着順 | タイム （上がり3F） | 着差 | 騎手        | 斤量 [kg] | 1着馬（2着馬）         | 馬体重 [kg] |
| ---------- | ------ | -------------- | ---- | ------------- | ----- | ----- | ----- | --------------- | ---- | ------------------- | ---- | ----------- | --------- | ---------------------- | ----------- |
| 2020.08.15 | 新潟   | 2歳新馬        |      | 芝1600m（良） | 18    | 5     | 9     | 003.90（1人）   | 01着 | R1:37.0（35.4）     | -0.2 | 0横山典弘   | 54        | （マイネルダグラス）   | 456         |
| 0000.09.12 | 中山   | アスター賞     | 1勝  | 芝1600m（稍） | 9     | 4     | 4     | 003.40（2人）   | 02着 | R1:37.2（35.4）     | -0.1 | 0横山典弘   | 54        | ドゥラモンド           | 454         |
| 2021.02.20 | 東京   | フリージア賞   | 1勝  | 芝2000m（良） | 14    | 3     | 4     | 007.80（4人）   | 02着 | R2:00.4（35.0）     | -0.1 | 0横山典弘   | 56        | レインフロムヘヴン     | 478         |
| 0000.03.21 | 中山   | スプリングS    | GII  | 芝1800m（重） | 15    | 6     | 11    | 022.40（8人）   | 04着 | R1:52.5（36.9）     | -0.5 | 0横山典弘   | 56        | ヴィクティファルス     | 470         |
| 0000.04.18 | 中山   | 皐月賞         | GI   | 芝2000m（稍） | 16    | 2     | 4     | 179.9（15人）   | 10着 | R2:02.2（37.2）     | -1.6 | 0大野拓弥   | 57        | エフフォーリア         | 472         |
| 0000.06.26 | 東京   | 3歳上1勝クラス |      | 芝1600m（良） | 14    | 5     | 8     | 002.60（1人）   | 01着 | R1:32.0（33.8）     | -0.2 | 0田辺裕信   | 54        | （スリートップキズナ） | 466         |
| 0000.10.17 | 中山   | 鷹巣山特別     | 2勝  | 芝1600m（稍） | 12    | 8     | 12    | 002.20（1人）   | 01着 | R1:35.2（33.6）     | -0.1 | 0田辺裕信   | 55        | （リフレイム）         | 470         |
| 0000.11.06 | 東京   | ノベンバーS    | 3勝  | 芝1800m（良） | 9     | 4     | 4     | 001.90（1人）   | 01着 | R1:46.1（34.0）     | -0.1 | 0田辺裕信   | 55        | （シンボ）             | 472         |
| 2022.02.06 | 東京   | 東京新聞杯     | GIII | 芝1600m（良） | 15    | 6     | 11    | 005.30（4人）   | 01着 | R1:32.3（33.1）     | -0.3 | 0田辺裕信   | 56        | （ファインルージュ）   | 476         |
| 0000.06.05 | 東京   | 安田記念       | GI   | 芝1600m（良） | 18    | 4     | 8     | 004.50（1人）   | 08着 | R1:32.5（32.6）     | -0.2 | 0田辺裕信   | 58        | ソングライン           | 476         |
| 0000.08.14 | 新潟   | 関屋記念       | GIII | 芝1600m（稍） | 14    | 1     | 1     | 005.00（3人）   | 11着 | R1:34.3（33.4）     | -1.0 | 0木幡巧也   | 56        | ウインカーネリアン     | 474         |
| 2023.01.05 | 中京   | 京都金杯       | GIII | 芝1600m（良） | 16    | 4     | 7     | 007.40（5人）   | 01着 | R1:32.7（34.4）     | -0.1 | 0岩田望来   | 58        | （エアロロノア）       | 488         |
| 0000.02.26 | 中山   | 中山記念       | GII  | 芝1800m（良） | 14    | 3     | 3     | 009.50（6人）   | 08着 | R1:47.6（35.4）     | -0.5 | 0M.デムーロ | 57        | ヒシイグアス           | 484         |
| 0000.06.04 | 東京   | 安田記念       | GI   | 芝1600m（良） | 18    | 6     | 11    | 011.70（7人）   | 10着 | R1:32.2（33.7）     | -0.8 | 0岩田望来   | 58        | ソングライン           | 480         |
| 0000.10.21 | 東京   | 富士S          | GII  | 芝1600m（良） | 12    | 6     | 7     | 006.60（3人）   | 04着 | R1.32.1（34.9）     | -0.7 | 0岩田望来   | 57        | ナミュール             | 480         |
| 0000.11.19 | 京都   | マイルCS       | GI   | 芝1600m（良） | 16    | 8     | 15    | 102.8（11人）   | 06着 | R1:32.8（33.5）     | -0.3 | 0岩田望来   | 58        | ナミュール             | 480         |
| 2024.02.25 | 中山   | 中山記念       | GII  | 芝1800m（稍） | 16    | 3     | 6     | 011.30（6人）   | 16着 | R1:54.0（42.3）     | -5.9 | 0岩田望来   | 57        | マテンロウスカイ       | 484         |

## 血統表
| イルーシヴパンサーの血統        | イルーシヴパンサーの血統                             | イルーシヴパンサーの血統   | （血統表の出典）           | （血統表の出典）  |
| 父系                            | サンデーサイレンス系                                 | サンデーサイレンス系       | サンデーサイレンス系       | [ § 2 ]           |
| 父 ハーツクライ 2001 鹿毛       | 父の父*サンデーサイレンス Sunday Silence 1986 青鹿毛 | Halo                       | Hail to Reason             | Hail to Reason    |
| 父 ハーツクライ 2001 鹿毛       | 父の父*サンデーサイレンス Sunday Silence 1986 青鹿毛 | Halo                       | Cosmah                     |                   |
| 父 ハーツクライ 2001 鹿毛       | 父の父*サンデーサイレンス Sunday Silence 1986 青鹿毛 | Wishing Well               | Understanding              | Understanding     |
| 父 ハーツクライ 2001 鹿毛       | 父の父*サンデーサイレンス Sunday Silence 1986 青鹿毛 | Wishing Well               | Mountain Flower            |                   |
| 父 ハーツクライ 2001 鹿毛       | 父の母アイリッシュダンス 1990 鹿毛                   | *トニービン                | *カンパラ                  | *カンパラ         |
| 父 ハーツクライ 2001 鹿毛       | 父の母アイリッシュダンス 1990 鹿毛                   | *トニービン                | Severn Bridge              |                   |
| 父 ハーツクライ 2001 鹿毛       | 父の母アイリッシュダンス 1990 鹿毛                   | *ビューパーダンス          | Lyphard                    | Lyphard           |
| 父 ハーツクライ 2001 鹿毛       | 父の母アイリッシュダンス 1990 鹿毛                   | *ビューパーダンス          | My Bupers                  |                   |
| 母 イルーシヴキャット 2011 栗毛 | 母の父キングカメハメハ 2001 鹿毛                     | Kingmambo                  | Mr. Prospector             | Mr. Prospector    |
| 母 イルーシヴキャット 2011 栗毛 | 母の父キングカメハメハ 2001 鹿毛                     | Kingmambo                  | Miesque                    |                   |
| 母 イルーシヴキャット 2011 栗毛 | 母の父キングカメハメハ 2001 鹿毛                     | *マンファス                | *ラストタイクーン          | *ラストタイクーン |
| 母 イルーシヴキャット 2011 栗毛 | 母の父キングカメハメハ 2001 鹿毛                     | *マンファス                | Pilot Bird                 |                   |
| 母 イルーシヴキャット 2011 栗毛 | 母の母*レッドキャット Red Cat 1995 栗毛              | Storm Cat                  | Storm Bird                 | Storm Bird        |
| 母 イルーシヴキャット 2011 栗毛 | 母の母*レッドキャット Red Cat 1995 栗毛              | Storm Cat                  | Terlingua                  |                   |
| 母 イルーシヴキャット 2011 栗毛 | 母の母*レッドキャット Red Cat 1995 栗毛              | Lady Sharp                 | Sharpman                   | Sharpman          |
| 母 イルーシヴキャット 2011 栗毛 | 母の母*レッドキャット Red Cat 1995 栗毛              | Lady Sharp                 | Golondrina                 |                   |
| 母系(F-No.)                     | (FN:11-d)                                            | (FN:11-d)                  | (FN:11-d)                  | [ § 3 ]           |
| 5代内の近親交配                 | Northern Dancer 5×5＝6.25%                           | Northern Dancer 5×5＝6.25% | Northern Dancer 5×5＝6.25% | [ § 4 ]           |
| 出典                            | 1. 2. 3. 4.                                          | 1. 2. 3. 4.                | 1. 2. 3. 4.                | 1. 2. 3. 4.       |